# Lê Khắc
Lê Khắc (6 tháng 2 năn 1916 – 1990) là một kỹ sư, Đại tá Quân đội nhân dân Việt Nam và chính khách Việt Nam. Ông từng giữ chức Chủ nhiệm (tương đương Bộ trưởng) Ủy ban Khoa học và Kỹ thuật Nhà nước giai đoạn 1980–1982.

## Thân thế
Ông sinh ngày 6 tháng 2 năm 1916 tại làng Đông Phù, xã Đông Mỹ, huyện Thanh Trì, phủ Thường Tín, tỉnh Hà Đông (nay thuộc Hà Nội). Ông học ngành công chính, trở thành kỹ sư.

## Sự nghiệp chính trị
Sau khi Cách mạng tháng 8 thành công, ngày 28 tháng 8 năm 1945, Chủ tịch Chính phủ Cách mạng lâm thời Việt Nam Dân chủ Cộng hòa Hồ Chí Minh đã ký Sắc lệnh thành lập Nha Giao thông công chính. Ông được bổ nhiệm làm Giám đốc Nha Giao thông công chánh, phụ trách Sở Hỏa xa Hà Nội.

## Tham gia quân đội
Sau Toàn quốc kháng chiến, ông được điều động sang quân đội, được Chủ tịch Hồ Chí Minh phong quân hàm Đại tá năm 1946, công tác ở Cục Quân giới. Ngày 19 tháng 3 năm 1947 ông được bổ nhiệm làm Cục trưởng Cục Giao thông Công binh, Bộ Quốc phòng, tháng 7 năm 1950 ông được cử làm Cục trưởng Cục Công binh (Phó Cục trưởng là Phạm Hoàng). Năm 1951 ông được phân công làm Bí thư Đảng ủy Trung đoàn 151, Trung đoàn Công binh đầu tiên của Quân đội nhân dân Việt Nam.

## Công tác quản lý các ngành kỹ thuật
Ngày 4 tháng 10 năm 1952, ông được điều trở về công tác dân sự, được bổ nhiệm làm Phó Giám đốc Nha Công chính Hỏa xa, Bộ Giao thông Công chính.
Sau khi chính phủ Việt Nam Dân chủ Cộng hòa kiểm soát hoàn toàn miền Bắc, ngày 6 tháng 4 năm 1955, Thủ tướng Phạm Văn Đồng ra quyết định thành lập Tổng cục Đường sắt. Ông được bổ nhiệm làm Chủ nhiệm đầu tiên của Tổng cục Đường sắt Việt Nam.
Tháng 12 năm 1958, ông được cử làm Ủy viên thường trực Ủy ban Khoa học Nhà nước, phụ trách các lĩnh vực nghiên cứu Khoa học và Kỹ thuật, Phổ biến Khoa học và Kỹ thuật, Tiêu chuẩn - Đo lường - Chất lượng, Sáng chế - Phát minh, kiêm nhiệm các chức vụ Phó trưởng ban Khoa học và Kỹ thuật, Cục trưởng đầu tiên của Cục Tiêu chuẩn - Đo lường - Chất lượng Nhà nước, là Ủy viên Đảng đoàn Ủy ban Khoa học Nhà nước từ tháng 8 năm 1959.
Tháng 10 năm 1965, Ủy ban Khoa học Nhà nước tách thành Ủy ban Khoa học và Kỹ thuật Nhà nước và Viện Khoa học Xã hội Việt Nam. Ông được bổ nhiệm làm Phó chủ nhiệm Ủy ban Khoa học và Kỹ thuật Nhà nước, kiêm trưởng Ban Cơ học. Năm 1969, ông được bổ nhiệm kiêm chức Phó chủ nhiệm Ủy ban Kế hoạch Nhà nước.
Tại Đại hội Đảng IV ông được bầu làm Ủy viên dự khuyết Trung ương và là Ủy viên chính thức Ban chấp hành Trung ương Đảng khóa V.
Tháng 2 năm 1980, ông được bổ nhiệm làm Chủ nhiệm Ủy ban Khoa học và Kỹ thuật Nhà nước. Ông cũng được bầu làm Phó chủ tịch kiêm Tổng thư ký Liên hiệp các Hội khoa học kỹ thuật Việt Nam, Đại biểu Quốc hội khóa VII... Tháng 4 năm 1982, ông thôi chức Chủ nhiệm Ủy ban Khoa học và Kỹ thuật Nhà nước.
Ông được Nhà nước Việt Nam tặng thưởng nhiều huân chương cao quý trong đó có Huân chương Độc lập hạng Nhì . Ông cũng được nhà nước Ba Lan trao tặng Huân chương công trạng của nước Cộng hòa Nhân dân Ba Lan ngày 7 tháng 1 năm 1986.
Ông mất trong năm 1990 tại Hà Nội, thọ 74 tuổi.